# Euxoa segregata
Euxoa segregata là một loài bướm đêm trong họ Noctuidae.